# Arnold Müller (Politiker, 1924)
Arnold Müller (* 27. Juli 1924 in Zürich; † 21. März 2006 in Bachs, Kanton Zürich) war ein Schweizer Politiker und Nationalrat.

## Leben
Müller studierte der Veterinärmedizin an der Universität Zürich und wurde 1955 zum Dr. med. vet. promoviert. Anschließend war er bis 1963 bei einem Arzneimittelhersteller in Brasilien tätig. Dann kehrte Müller an die Universität Zürich zurück, wurde Oberassistent bei Karl Ammann und 1970 als Ordinarius für Veterinärchirurgie und zum Leiter der veterinärchirurgischen Klinik berufen, wo er bis 1983 tätig war.
Müller wurde 1983 als erster Grüner aus dem Kanton Zürich in den Nationalrat gewählt. 1986 wechselte er zur LdU-Fraktion. Nach dieser Amtszeit trat er nicht mehr zur Nationalratswahl an. Er blieb Parteimitglied der Zürcher Grünen.
Müller, der sich stark für den Tierschutz engagierte, galt als Vater der Rothenthurm-Initiative zur Erhaltung der Moore und Moorlandschaften. Müller förderte auch die artgerechte Nutztierhaltung auf wissenschaftlicher Ebene. Seine Initiative wurde in einer Volksabstimmung am 6. Dezember 1987 bestätigt.